# چهل حدیث
در روایات اسلامی اعم از شیعه و سنی فضائل فراوانی برای نگاشتن چهل حدیث یا حفظ و عمل کردن بدان آمده‌است. به همین جهت جهت محدثان شیعه و سنی نسبت به نگارش کتبی با محتوای چهل حدیث در زمینه‌های مختلف همت گمارده‌اند. از این کتب به الاربعین یا چهل حدیث نام برده شده‌است.

## موضوعات چهل حدیث
چهل حدیث‌ها در ابتدا موضوع خاصی نداشت اما در ادامه نویسندگان بنا به ذوق و علاقه خود در زمینه‌های خاصی از جمله فضائل و مناقب امام اول شیعیان و اهل بیت پیامبر، امام دوازدهم شیعیان، جهاد، اخلاق، مواضع و خطب، زهد، اصول یا فروع دین و… چهل حدیث نگاشته‌اند. برخی چهل حدیث‌ها به نظم درآمده‌است. برخی دارای به فارسی یا عربی یا هر دو و تعدادی دارای شرح و توضیح است.
در برخی منابع تعداد کتاب‌های چهل حدیث‌ها را (شیعه و سنی) تا رقم هزار کتاب نیز شمرده‌اند.

## نخستین چهل حدیث نویسان
نخستین چهل حدیث‌ها را به عبداللّه بن مبارک مروزی، ابوالحسن محمّد بن اسلم بن سالم کندی طوسی، از محدّثان خراسان وحافظ ابوالحسن مؤیّد بن محمّد بن علی قرشی طوسی دانسته‌اند.

## چهل حدیث در میان شیعیان
- الاربعین عن الاربعین فی فضائل امیرالمؤمنین، اثر:محمدبن احمد خزاعی (جد شیخ ابوالفتح رازی) قرن پنجم. (نسخه خطی آن در کتابخانه آیت الله مرعشی قم موجود است)
- سنه الاربعین فی سنه الاربعین، اثر:سید ضیاءالدین فضل‌الله حسینی راوندی کاشانی قرن ششم
- الاربعین در مناقب فاطمه الزهرا، اثر:ابن شهر آشوب قرن ششم
- الاربعین چهل حدیث از چهل شیخ از چهل نفر از صحابه رسول خدا، اثر:شیخ منتخب الدین، قرن ششم
- الاربعین معروف به اربعین ابی الفوارس، اثر:ابی عبدالله محمدبن مسلم‌بن ابی الفوارس رازی، قرن ششم
- الاربعین چهل حدیث در فضائل و مناقب، اثر:اسعدبن ابراهیم حلی یااسعدبن ابراهیم حنبلی نویسنده از شافعی و احمدبن حنبل نقل می‌کند که منظر پیامبر از حفظ کردن چهل حدیث در روایت معروف «من حفظ علی امتی…» روایات مربوط به مناقب اهل بیت است.
- الاربعین، اثر:شیخ سعد اربلی قرن هفتم. در اعلام الشیعه آمده‌است که اربعین اسعدبن ابراهیم بن حسن که در سال ۶۱۰ تألیف شده شامل چهل حدیث در مناقب امام اول شیعیان و اهل بیت در منابع عامه‌است اما برخی گفته‌اند که هر دو یک کتاب است.
- الاربعین فی حقوق الاخوان، اثر:سیدمحیی الدین محمدبن عبدالله الحسینی، معروف به ابن زهره قرن هفتم
- الاربعین فی فضائل امیرالمؤمنین، اثر:شیخ جمال الدین یوسف شامی عاملی، قرن هفتم
- اربعین بهائی، اثر:عماد الدین طبری پیرامون خلافت اام اول شیعیان و مناقب وی در طرق اهل تسنن، قرن هفتم
- اربعین، اثر شهید اول
- الاربعین، اثر:حسن بن محمد دیلمی، قرن هشتم
- الاربعین فی فضائل امیرالمؤمنین، اثر:امیر جمالالدین عطاءالله حسینی فارسی دشتکی
- الاربعون حدیثاً فی امر المهدی، اثر:احمد بن عبداللّه اصفهانی، مشهور به حافظ ابونُعیم در قرن پنجم (کهن‌ترین اربعین حدیث پیرامون امام دوازدهم شیعیان)
- شرح چهل حدیث اثر سید روح‌الله موسوی خمینی